# レインボー壱岐号

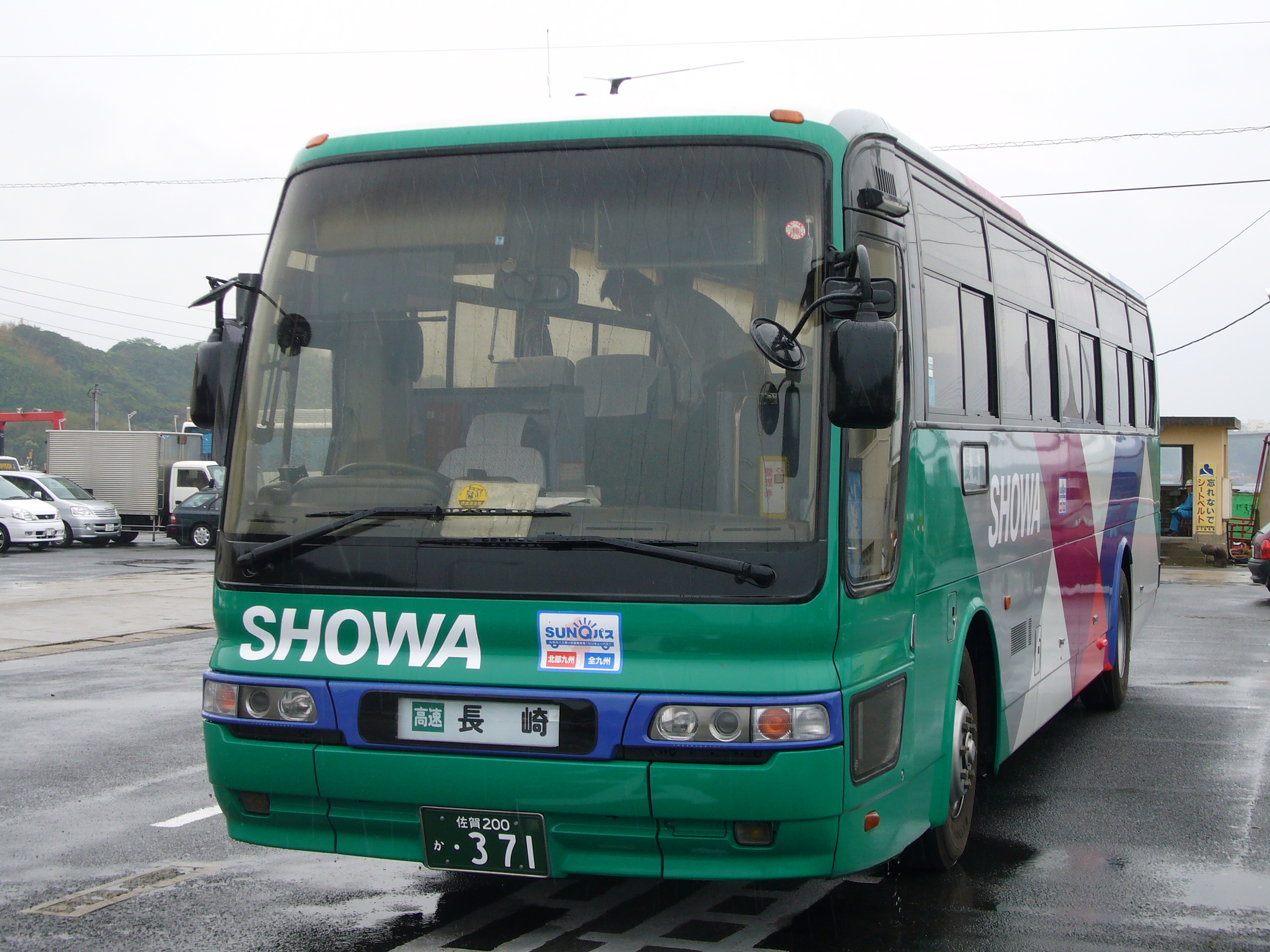
レインボー壱岐号（昭和自動車）

レインボー壱岐号（レインボーいきごう）は、長崎県長崎市と佐賀県唐津市を結ぶ、昭和自動車（昭和バス）が運行していた高速バス路線である。2012年（平成24年）3月31日限りで利用客の減少を理由に廃止された。
唐津から壱岐への九州郵船のフェリー航路と連絡し、長崎市と長崎県壱岐市を結ぶ役割も果たしていた。そのため、フェリーのドック入り期間中は、フェリーのダイヤに合わせてダイヤも変更された。

## 概要
長崎自動車道を経由して長崎市の長崎駅前と唐津市の唐津大手口バスセンターおよび唐津フェリーターミナルの間を結ぶ路線で、唐津港から壱岐の印通寺港へ運航される九州郵船のフェリー航路と連絡している。かつて壱岐のフェリー航路は東松浦郡呼子町（現・唐津市呼子町）の呼子港に発着していたため、本路線も呼子フェリー発着所まで運行されていたが、2007年4月1日に航路変更によりフェリーの発着場所が呼子港から唐津港に変更されたのにあわせて、現在の唐津フェリーターミナル発着の路線になった。1日3往復の運行であったが、長崎発の最終便のみフェリーとの接続がないため唐津大手口バスセンターが終点となっていた。
座席は予約定員制で、便を指定した乗車券を発行するが、座席は指定されない。SUNQパス（全九州版・北部九州版）の利用が可能であった。

## 運行会社
- 昭和自動車
  - 担当営業所：唐津営業所

昭和自動車による単独運行であったが、2006年3月31日までは長崎県交通局（長崎県営バス）と共同運行されていた。長崎側では長崎県交通局が予約・発券業務などの運行支援業務を担当していた。

## 運行形態

### 所要時間
- 長崎駅前 - 唐津フェリーターミナル：2時間08分
- 長崎駅前 - 唐津大手口バスセンター：2時間

### 停車停留所
▼：唐津行きは乗車のみ、長崎行きは降車のみ可能
◆：双方向に乗降可能
▲：長崎行きは乗車のみ、唐津行きは降車のみ可能
| 停車停留所名           | 停留所所在地 | 停留所所在地 | 乗降 | 備考 |
| ---------------------- | ------------ | ------------ | ---- | ---- |
| 長崎駅前               | 長崎県       | 長崎市       | ▼    |      |
| 昭和町                 | 長崎県       | 長崎市       | ▼    |      |
| 諫早インター           | 長崎県       | 諫早市       | ▼    |      |
| 大村木場               | 長崎県       | 大村市       | ▼    |      |
| 大村インター           | 長崎県       | 大村市       | ▼    |      |
| 高速松原               | 長崎県       | 大村市       | ▼    |      |
| 嬉野インター           | 佐賀県       | 嬉野市       | ▼    |      |
| 多久インター           | 佐賀県       | 多久市       | ▲    |      |
| 相知支所前             | 佐賀県       | 唐津市       | ▲    |      |
| 唐津大手口             | 佐賀県       | 唐津市       | ◆    |      |
| 唐津フェリーターミナル | 佐賀県       | 唐津市       | ▲    | ※    |

※唐津行きの最終便のみ、唐津大手口が終点となる。

### 運行経路
- 長崎市内（国道206号 - 長崎県道113号長与大橋町線 - 昭和町出入口） - 長崎バイパス - 長崎多良見IC - 長崎自動車道 - 多久IC - 国道203号 - 唐津市内
  - 多久西PAにおいて5分間程度の途中休憩をおこなう。

## 車両・車内設備
- ハイデッカー　37人乗り（＋補助席）　中型車
- 4列リクライニングシート

長崎県交通局との共同運行の頃は、両社共に全便トイレ付きの大型車両において運行されていたが、昭和自動車の単独運行化後にトイレ無しの大型車に変更され、2009年頃から中型観光タイプの車両において運行されていた。

## 沿革
- 1989年
  - 7月22日 - 昭和自動車・長崎県交通局の共同運行で呼子フェリー発着所～唐津大手口～長崎駅前間に路線開設[1]。当初は2往復で[1]、武雄北方IC～大村IC間は国道34号を経由していた。
  - 12月1日 - 3往復に増発（長崎発最終便は唐津大手口止まりとなる）。
- 1990年1月26日 - 長崎自動車道全線開通に伴い、ルート変更。
- 2002年頃? - 呼子バス停廃止
- 2006年4月1日 - 長崎県交通局が運行撤退し（予約発券業務は継続）、昭和自動車による単独運行となる。相知支所前・多久IC・嬉野ICでの乗降扱いを開始。多久発着所には停車しなくなる。
- 2007年4月1日 - 壱岐～呼子間フェリーの発着地が呼子港から唐津東港に変更されたのを受け、始発地・終着地が唐津フェリーターミナルに変更される。唐津フェリーターミナル～唐津大手口間は乗降可能となるが、唐津～多久間はクローズドドアシステムとなる。
- 2012年3月31日 -利用客の減少により路線廃止[2]。